# Sydkordofan
Sydkordofan eller Sydkurdufan er den sydligste del af Kordofan-provinsen i Sudan på grænsen til Sydsudan. 
Sudans præsident Omar al-Bashir har udnævnt Ahmad Harun til guvernør i Sydkordofan. Udnævnelsen har vakt international kritik, idet Harun er anklaget for krigsforbrydelser og forbrydelser mod menneskeheden af Den Internationale Straffedomstol (hvilket Omar al-Bashir i øvrigt også er, og Omar al-Bashir er yderligere anklaget for at have begået folkedrab). Begge nægter at samarbejde med retten, og undgår at rejse til lande, der har underskrevet Rom-statutten.